# Лавський Владислав Федорович
Владислав Федорович Лавський (нар. 16 березня 2000) — український легкоатлет, який спеціалізується у стрибках у висоту, срібний призер чемпіонату Європи (2024). 
На національних змаганнях представляє Львівську область.

## Виступи на основних міжнародних змаганнях
| Рік  | Чемпіонат                      | Місце проведення   | Місце    | Результат |
| ---- | ------------------------------ | ------------------ | -------- | --------- |
| 2017 | Чемпіонат світу серед юнаків   | Найробі, Кенія     | 3        | 2,11 м    |
| 2018 | Чемпіонат світу серед юніорів  | Тампере, Фінляндія | 14 (кв.) | 2,12 м    |
| 2019 | Чемпіонат Європи серед юніорів | Бурос, Швеція      | 10       | 2,00 м    |
| 2021 | Чемпіонат Європи серед молоді  | Таллінн, Естонія   | 5        | 2,14 м    |
| 2021 | Універсіада                    | Ченду, Китай       | 1        | 2,25 м    |
| 2024 | Чемпіонат Європи               | Рим, Італія        | 2        | 2,29 м    |
| 2024 | Олімпійські ігри               | Париж, Франція     | 25 (кв.) | 2,15 м    |